# Funaria subleptopoda
Funaria subleptopoda là một loài Rêu trong họ Funariaceae. Loài này được Hampe mô tả khoa học đầu tiên năm 1874.